# Lonely (Justin Bieber & Benny Blanco)
Lonely is een nummer van de Canadese zanger Justin Bieber en de Amerikaanse producer Benny Blanco uit 2020. Het is de tweede single van Justice, het zesde studioalbum van Bieber.

## Achtergrondinformatie
"Lonely" is een rustige ballad en één van Biebers meest persoonlijke liedjes. De tekst van dit melancholische lied vertelt een verhaal van eenzaamheid ondanks succes. In de tekst kijkt Bieber terug op zijn moeilijke jeugd; hij brak op zeer jonge leeftijd al door. Door zijn succes en roem werd hij een tieneridool en had hij ineens alles, maar kreeg hij ook te maken met forse kritiek en raakte verslaafd aan drugs. Ook had hij nauwelijks meer privacy. Op zo'n jonge leeftijd een superster worden, bracht Bieber in enorme moeilijkheden toen hij worstelde met het opgroeien in de publieke belangstelling. Ondanks zijn enorme schare fans van Beliebers, worstelde Justin met gevoelens van isolatie, omdat weinigen zich konden identificeren met zijn roem en hem emotionele steun te bieden. Dit beschrijft Bieber als de donkerste en eenzaamste periode uit zijn leven.
Het nummer leverde Bieber wederom wereldwijd een grote hit op. Zo bereikte het de nummer 1-positie in Biebers thuisland Canada, en de 12e positie in de Amerikaanse Billboard Hot 100. In de Nederlandse Top 40 bereikte het de 2e positie, en in de Vlaamse Ultratop 50 de 6e.

## Tracklijst
Muziekdownload
1. "Lonely" - 2:29